# Wojciech Rubinowicz

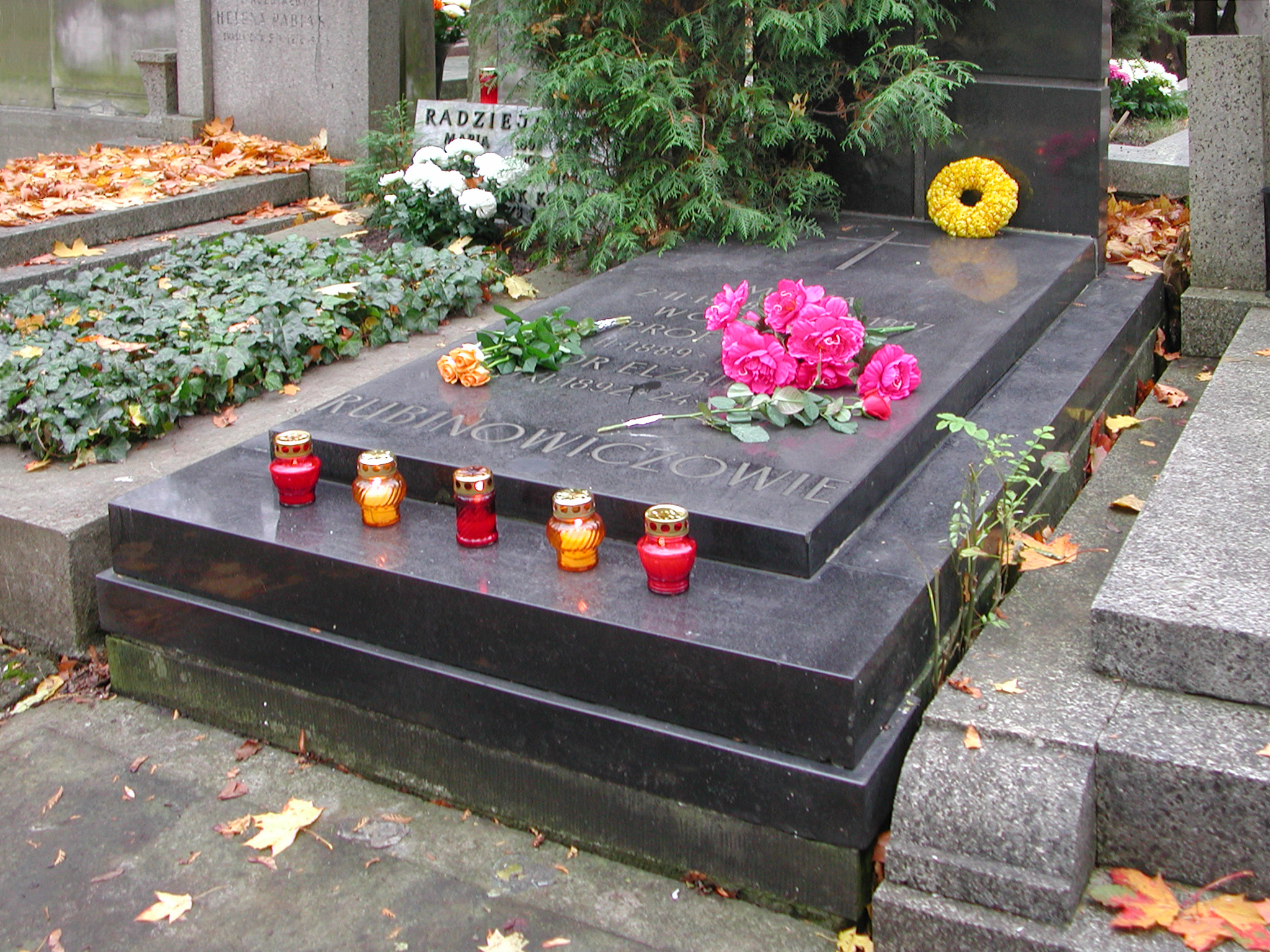
Grób Wojciecha Rubinowicza na cmentarzu Powązkowskim

Wojciech Sylwester Piotr Rubinowicz (ur. 22 lutego 1889 w Sadagórze k. Czerniowców, zm. 13 października 1974 w Warszawie) – polski fizyk teoretyk, wieloletni profesor Uniwersytetu Warszawskiego i współtwórca tamtejszego Instytutu Fizyki Teoretycznej (IFT); wcześniej także wykładowca Uniwersytetu Jana Kazimierza we Lwowie, Politechniki Lwowskiej i Uniwersytetu Lublańskiego. Członek rzeczywisty Polskiej Akademii Nauk, członek czynny Polskiej Akademii Umiejętności, prezes Polskiego Towarzystwa Fizycznego (1949–1952, 1961–1974) i doktor honorowy kilku uczelni.
Rubinowicz współpracował z pionierami fizyki kwantowej jak Niels Bohr i Arnold Sommerfeld; badał też matematyczne aspekty dyfrakcji oraz opublikował kilka podręczników do mechaniki klasycznej i kwantowej, wielokrotnie wznawianych i tłumaczonych.

## Życiorys

### Przed II wojną światową
Syn Damiana, powstańca z 1863, aptekarza, i Małgorzaty z Brodowskich. Zgodnie z życzeniem ojca miał zostać farmaceutą, ale ze względu na wątłe zdrowie, po maturze w 1908 wybrał studia na Wydziale Fizyko-Matematycznym Uniwersytetu w Czerniowcach. Studiował fizykę doświadczalną u Josepha von Geitlera, fizykę teoretyczną u Michaela Radakovicia, matematykę u Josipa Plemelja.
W 1912 został asystentem w instytucie fizyki doświadczalnej Uniwersytetu. Doktorat uzyskał w lipcu 1914. Podczas I wojny światowej Czerniowce były czasowo okupowane przez Rosjan. W 1916 opuścił Czerniowce. W Grödig k. Salzburga, w latach 1916–1917 działał w komendanturze obozu dla uchodźców w St. Leonhard, potem przeniósł się do Monachium, gdzie kontynuował studia u prof. Arnolda Sommerfelda, w 1917 został jego asystentem jako stypendysta Fundacji im. Hermanna Anschütza-Kämpfe.
Po zakończeniu działań wojennych powrócił w 1918 na krótko do Czerniowców, które znalazły się w granicach Rumunii. W 1919 wyjechał do Wiednia. W 1921 ożenił się z dr Elżbietą Norst (1892–1969).
W latach 1919–1920 pracował w Kopenhadze u Nielsa Bohra, w latach 1920–1922 na zaproszenie prof. Plemelja został profesorem na uniwersytecie w Lublanie (Słowenia), w 1922 powołany na katedrę fizyki teoretycznej na Wydziale Ogólnym Politechniki Lwowskiej. W roku akademickim 1924–1925 odmówił wygłaszania wykładów w proteście przeciw nagonce na jego żonę. W 1931 urodził się syn Jan Piotr (zm. 2021), późniejszy architekt. 
W 1937 powołany na katedrę fizyki teoretycznej na uniwersytecie Jana Kazimierza we Lwowie.

### Od II wojny światowej
Po zajęciu Lwowa przez ZSRR, w latach 1939–1941 i 1944–1945, profesor Uniwersytetu Lwowskiego, podczas okupacji hitlerowskiej (1941–1944) w tajnym nauczaniu. Od maja 1946 profesor mechaniki teoretycznej na Wydziale Matematyczno-Przyrodniczym Uniwersytetu Warszawskiego. W latach 1950–1953 także profesor Instytutu Matematycznego w Warszawie. Od 1960 na emeryturze.
Do grona uczniów i współpracowników należeli m.in.: we Lwowie Jan Blaton, Wanda Hanusowa, Roman Stanisław Ingarden, Wasyl Milianczuk, Jerzy Rayski, Kazimierz Vetulani, w Warszawie Bohdan Karczewski, Wojciech Królikowski, Adam Kujawski, Jan Petykiewicz, Jerzy Plebański.

Zmarł 13 października 1974 w Warszawie, pochowany na cmentarzu Powązkowskim (kwatera 216-6/1-14).

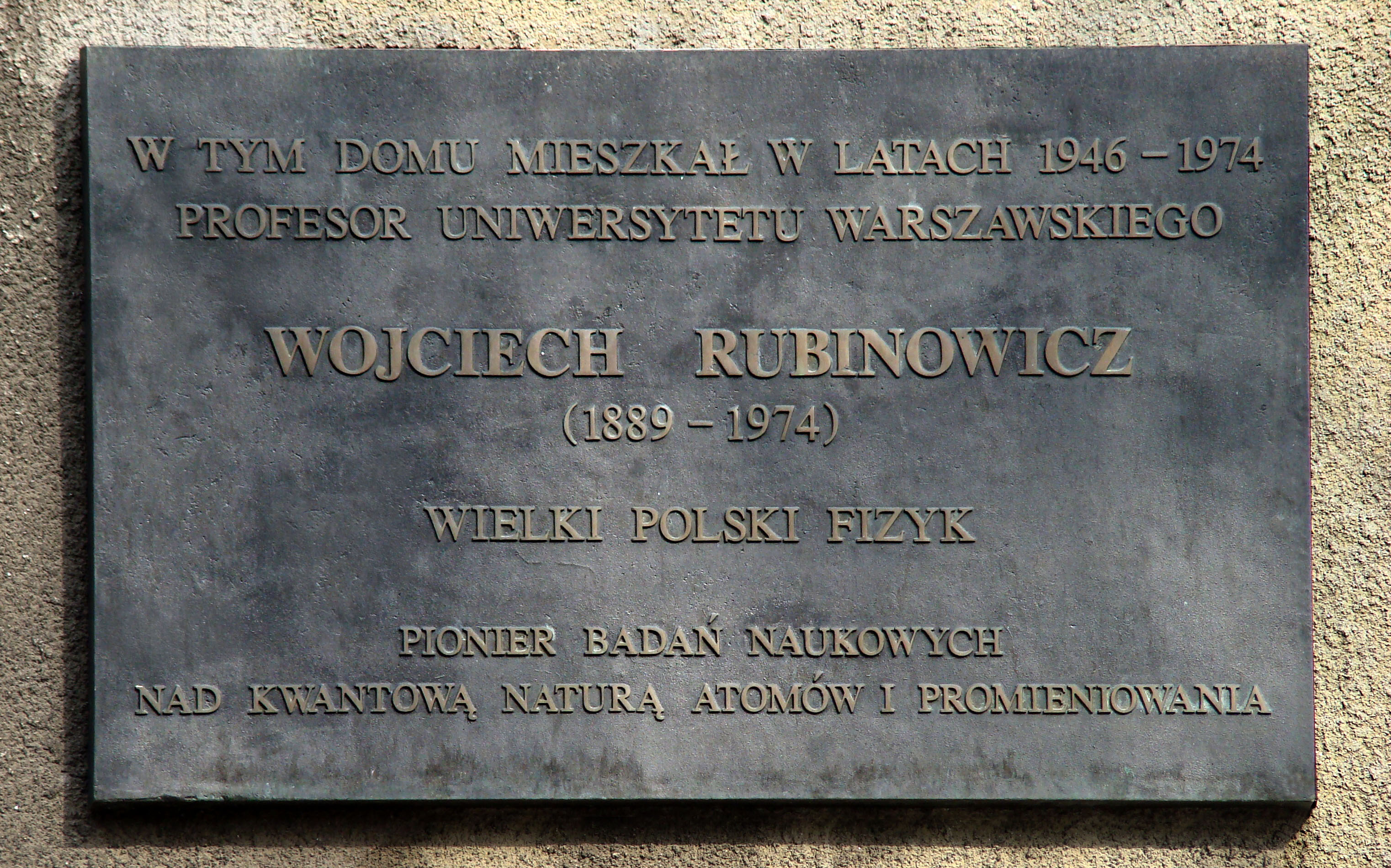
Tablica pamiątkowa
przy ul. Hożej 74 w Warszawie

## Uznanie świata naukowego

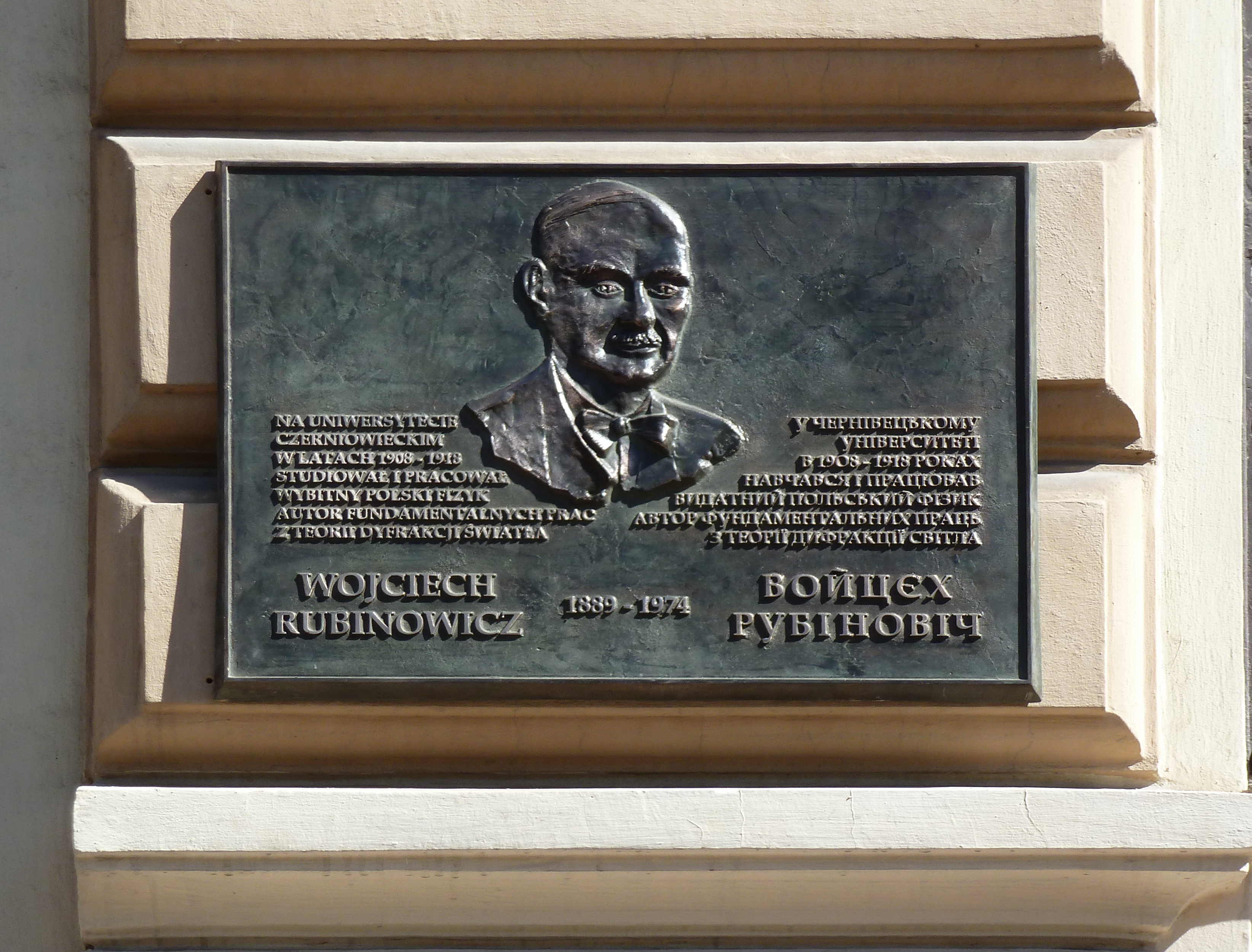
Tablica pamiątkowa w Czerniowcach

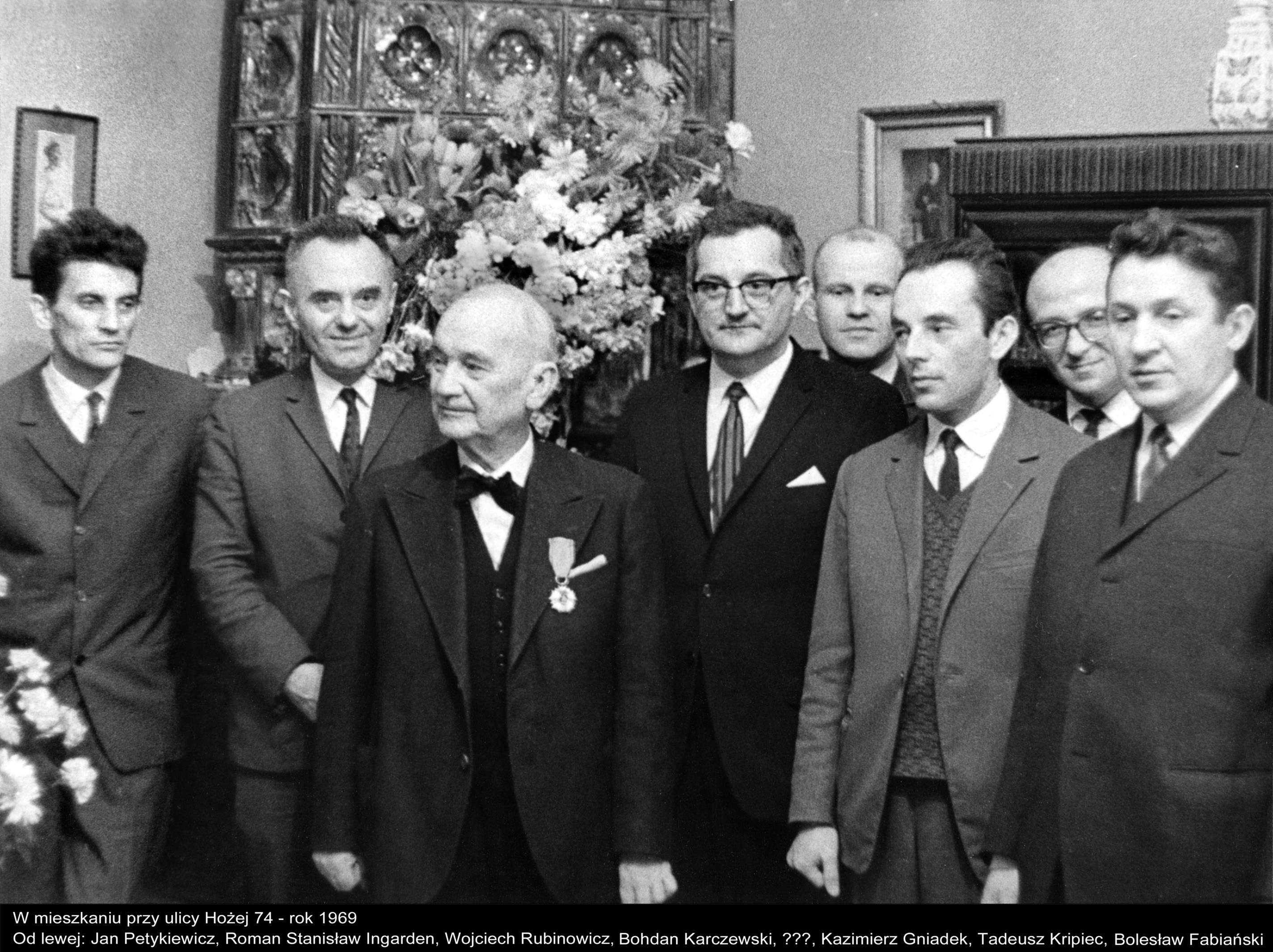
Prof. Wojciech Rubinowicz wśród współpracowników – 80-lecie urodzin

- Członek korespondent PAU (od 1931),
- Członek czynny PAU (od 1947),
- Członek rzeczywisty PAN (od 1952),
- Doktor honoris causa Uniwersytetu Humboldta w Berlinie 1960,
- Doktor honoris causa Uniwersytetu Jagiellońskiego 1964,
- Doktor honoris causa Uniwersytetu Wrocławskiego 1970.
- W Białymstoku istnieje ulica Wojciecha Rubinowicza. 53°08′57,06″N 23°12′26,09″E/53,149183 23,207247
- 11 września 2012 odsłonięto na Uniwersytecie w Czerniowcach tablicę pamiątkową ku czci Wojciecha Rubinowicza.

W zagranicznych publikacjach naukowych posługiwał się niemiecką formą imienia Wojciech – Adalbert.

Na XXXV. Zjeździe Fizyków Polskich w Białymstoku prof. Andrzej Kajetan Wróblewski (Instytut Fizyki Doświadczalnej UW) przedstawił referat nt. „Fizyka w Polsce wczoraj, dziś i jutro” – krótką charakterystykę fizyki w Polsce XX w. Zaprezentował wskaźniki bibliometryczne, liczby dotyczące stopni i tytułów naukowych oraz liczby studentów fizyki. W podsumowaniu ocenił wkład Polaków do światowej fizyki XX w., wyodrębniając przede wszystkim – poza Marią Skłodowską-Curie (która w światowych zestawieniach jest wymieniana jako obywatelka francuska) – czterech fizyków, którzy dokonali odkryć na miarę Nagrody Nobla: Mariana Smoluchowskigo, Mariana Danysza, Jerzego Pniewskiego i Karola Olszewskiego. Wśród osiemnastu mniej zasłużonych, którzy jednak wnieśli bardzo poważny wkład do rozwoju fizyki i w pewnym okresie należeli do liderów światowej fizyki (których nazwiska są wymieniane w syntetycznych obcojęzycznych historycznych opracowaniach) znalazł się Wojciech Rubinowicz.

## Twórczość
Ok. 90 publikacji naukowych:
Najważniejsze prace naukowe dotyczą:
1. teorii dyfrakcji (równoważności teorii Huygensa-Fresnela i Younga)
2. reguł wyboru (zmiany stanów atomu przy emisji i absorpcji światła, co przyczyniło się do odkrycia przez A. Kastlera zjawiska pompowania optycznego (Nobel 1966), a w praktyce stworzenia lasera)
3. promieniowania kwadrupolowego (szczególnej emisji światła w przypadku zielonej linii widma zorzy polarnej)

18 publikacji książkowych, w tym 8 wznowień:
- 1950: Wektory i tensory, podręcznik dla studentów fizyki, Monografie matematyczne t. XXII
- 1954: Kwantowa teoria atomu, wyd. I, PWN
  - 1957: II wydanie
  - 1957: Quantentheorie des Atoms (Tłumaczenie Kwantowej reorii atomu), Joh. Amb. Barth, Leipzig
- 1955: Mechanika teoretyczna (z Wojciechem Królikowskim), wyd. I, PWN
  - 1964: II wydanie
  - 1967: III wydanie
  - 1972: IV wydanie
- 1957: Die Beugungswelle in der Kirchhoffschen Theorie der Beugung, PWN
  - 1966: II wydanie, PWN i Springer-Verlag
- 1965: The Miyamoto-Wolf Diffraction Wave w: Progress in Optics Vol. IV, North Holland Publishing Company, Amsterdam
- 1968: Quantum Mechanics, PWN i Elsevier Publishing Company
- 1972: Teoria dyfrakcji Kirchhoffa i jej interpretacja na podstawie poglądów Younga, Ossolineum
- 1973: Sommerfeldsche Polynommethode, PWN i Springer-Verlag

(wznowienia pośmiertne)
- 1977: Mechanika Teoretyczna (z Wojciechem Królikowskim), wyd. V, PWN, ISBN 83-01-01689-2.
- 1985: Mechanika Teoretyczna (z Wojciechem Królikowskim), wyd. VI, PWN, ISBN 83-01-08635-1.
- 1995: Mechanika Teoretyczna (z Wojciechem Królikowskim), wyd. VII, PWN, ISBN 83-01-08635-1.
- 1999: Mechanika Teoretyczna (z Wojciechem Królikowskim), wyd. VIII, PWN, ISBN 83-01-08635-1.

## Ordery i odznaczenia
- Krzyż Komandorski z Gwiazdą Orderu Odrodzenia Polski (1969)
- Krzyż Komandorski Orderu Odrodzenia Polski (28 września 1954)[4]
- Krzyż Oficerski Orderu Odrodzenia Polski (22 lipca 1951)[5]
- Medal 10-lecia Polski Ludowej (14 stycznia 1955)[6]
- Medal Mariana Smoluchowskiego (1965)